# Бабек (колбас)
Вижте пояснителната страница за други значения на Бабек.
Бабек (бабе, бабичка, старец) е вид месен траен колбас, направен от кълцано свинско месо. Месото се осолява обилно със сол. Към него се добавят подправки като нарязан праз, черен и червен пипер, чубрица и кимион. Масата се напълва плътно в свински стомах или дванадесетопръстник. Суши се на проветриво място. Добива готовност 3 – 4 месеца след като се приготви. Консумира се през лятото – обикновено при жътва или гроздобер суров или запечен на жар.